# Criorhina asilica
Criorhina asilica es una especie de sírfido. Se distribuyen por Europa.